# 국제지식조직학회
국제지식조직학회(영어: International Society for Knowledge Organization, ISKO)는 지식의 조직, 지식 구조, 분류 연구, 정보 조직 및 구조 분야 연구자들의 전문 협회이다. 1989년에 설립된 ISKO의 사명은 "데이터 베이스, 도서관, 사전, 인터넷을 포함하여 형식과 목적에 제한을 두지 않고, 지식 조직 분야의 개념적 연구를 발전시키는 것"이다. 학제간 협회인 ISKO의 회원은 전세계에 걸친 정보학, 철학, 언어학, 도서관학, 아카이브 연구, 컴퓨터 과학 분야의 연구자들이다. ISKO는 "지식의 조직을 위한 철학적, 심리학적, 의미론적 접근 방식을 발전시키는 지식조직시스템(KOS)의 연구, 개발, 응용을 촉진한다. 또한 구성원들에게는 지식의 개념적인 조직 및 처리와 관련된 문제를 수행하기 위해 지식 조직에 관한 커뮤니케이션과 네트워킹 수단 및 모든 기관과 국가별 학회를 연결하는 수단으로서의 기능을 제공한다"

## 간행물
본 학회는 격월간으로 공식 학술지인 Knowledge Organization(KO)을 발행한다. KO 저널은 1973년에 초대 회장인 Ingetraut Dahlberg 박사가 학회를 창립한 다음해에 International Classification 라는 표제로 발행되기 시작했다. 1993년에 학술지의 표제가 현재와 같이 변경되었다. 이 저널은 일반적인 조직 이론(general ordering theory), 지식 및 그 생산물의 철학적 기반, 분류 및 데이터 분석과 의 이론적 기반 지식과 그 유물의 철학적 토대, 분류 및 데이터 분석 및 요약(reduction)에 관한 이론적 기반을 다루는 연구논문을 수록한다. 또한 색인 및 분류에 관한 실제 적용에 관한 연구도 포함한다. KO에서는 지식 조직의 역사를 추적하고 분류 교육과 훈련에 관한 논의도 수행한다.
2016년부터 ISKO는 ISKO 지식조직 백과사전(IEKO)을 발행한다. 본 학회는 격년제로 국제회의를 개최한다.

## 챕터 (국가별 지역별 지부)
ISKO에는 공식적으로 브라질, 캐나다 및 미국, 중국, 프랑스, 독일 (오스트리아, 스위스 포함), 인도, 이탈리아, 마그레브 (튀니지 + 알제리 + 모로코 포함), 폴란드, 싱가포르, 스페인 (포르투갈 포함), 영국, 서아프리카 지부가 있다(역자 주: 2019년에 Low Countries-벨기에, 네덜란드, 룩셈부르크 포함-지부가 신설되었음). ISKO는 유네스코, 유럽 연합(EU), 국제 표준화 기구(ISO), 국제 도서관 연맹(IFLA), 정보과학기술협회, 네트워크 지식조직시스템(NKOS) 및 국제전문용어정보센터(Infoterm)와 같은 국제 및 국가기구와 협력한다.

## 이외 관련 문헌
Dahlberg, Ingetraut (2010) 국제지식조직학회 (ISKO), 문헌정보학 백과사전, 제3판, 1 : 1, 2941 - 2949.